# Coulor
Coulor est un village et une mine d'or situé dans la commune de Mana, en Guyane. La mine d'or est exploitée par la Société Minière de l'Espérance. La mine mesure 113 km2.